# Prezydenci Gruzji

## Zakaukaska Demokratyczna Republika Federacyjna(1918)
Przewodniczący Zgromadzenia Narodowego
| Osoba | Osoba   | Osoba                        | Kadencja       | Kadencja     | Partia polityczna |
| #     | Portret | Imię i nazwisko              | Od             | Do           | Partia polityczna |
| ----- | ------- | ---------------------------- | -------------- | ------------ | ----------------- |
| 1     |         | Nikola Czcheidze (1864–1926) | 10 lutego 1918 | 26 maja 1918 | Mienszewicy       |

## Demokratyczna Republika Gruzji(1918–1921)
Przewodniczący Zgromadzenia Narodowego
| Osoba | Osoba   | Osoba                        | Kadencja     | Kadencja      | Partia polityczna |
| #     | Portret | Imię i nazwisko              | Od           | Do            | Partia polityczna |
| ----- | ------- | ---------------------------- | ------------ | ------------- | ----------------- |
| 1     |         | Nikola Czcheidze (1864–1926) | 26 maja 1918 | 16 marca 1921 | Mienszewicy       |

## Rząd emigracyjny Demokratycznej Republiki Gruzji (1921–1954)
| Osoba | Osoba   | Osoba                         | Kadencja      | Kadencja         |
| #     | Portret | Imię i nazwisko               | Od            | Do               |
| ----- | ------- | ----------------------------- | ------------- | ---------------- |
| 1     |         | Noe Żordania (1868–1953)      | 18 marca 1921 | 11 stycznia 1953 |
| 2     |         | Ewgeni Gegeczkori (1881–1954) | 1953          | 5 czerwca 1954   |

## Gruzińska Socjalistyczna Republika Radziecka (1921–1991)
Przewodniczący Komitetu Rewolucyjnego
| Osoba | Osoba   | Osoba                            | Kadencja       | Kadencja       | Partia polityczna |
| #     | Portret | Imię i nazwisko                  | Od             | Do             | Partia polityczna |
| ----- | ------- | -------------------------------- | -------------- | -------------- | ----------------- |
| 1     |         | Iwane Orachelaszwili (1881–1937) | 25 lutego 1921 | 6 marca 1921   | RKP(b)            |
| 2     |         | Filipe Macharadze (1868–1941)    | 6 marca 1921   | 7 lipca 1921   | RKP(b)            |
| 3     |         | Budu Mdiwani (1877–1937)         | 7 lipca 1921   | 28 lutego 1922 | RKP(b)            |

Przewodniczący Centralnego Komitetu Wykonawczego
| Osoba | Osoba   | Osoba                         | Kadencja         | Kadencja         | Partia polityczna |
| #     | Portret | Imię i nazwisko               | Od               | Do               | Partia polityczna |
| ----- | ------- | ----------------------------- | ---------------- | ---------------- | ----------------- |
| 1     |         | Filipe Macharadze (1868–1941) | 28 lutego 1922   | październik 1922 | RKP(b)            |
| 2     |         | Iwane Sturua (1870–1931)      | październik 1922 | styczeń 1923     | RKP(b)            |
| 3     |         | Michaił Tskhakaya (1873–1966) | styczeń 1923     | grudzień 1930    | RKP(b)            |
| (1)   |         | Filipe Macharadze (1868–1941) | styczeń 1931     | 10 lipca 1938    | RKP(b)            |

Przewodniczący Prezydium Rady Najwyższej
| Osoba | Osoba   | Osoba                                | Kadencja             | Kadencja             | Partia polityczna |
| #     | Portret | Imię i nazwisko                      | Od                   | Do                   | Partia polityczna |
| ----- | ------- | ------------------------------------ | -------------------- | -------------------- | ----------------- |
| 1     |         | Filipe Macharadze (1868–1941)        | 10 lipca 1938        | 10 grudnia 1941      | RKP(b)            |
| 2     |         | Giorgi Sturua (1884–1956)            | 3 stycznia 1942      | 26 marca 1948        | WKP(b)            |
| 3     |         | Wasil Gogua (1908–1967)              | 26 marca 1948        | 6 kwietnia 1952      | WKP(b)            |
| 4     |         | Zakaria Czchubianiszwili (1903–1980) | 6 kwietnia 1952      | 15 kwietnia 1953     | KPZR              |
| 5     |         | Wladimer Cchowrebaszwili (1905–1977) | 15 kwietnia 1953     | 29 października 1953 | KPZR              |
| 9     |         | Miron Czubinidze (1905–?)            | 29 października 1953 | 17 kwietnia 1959     | KPZR              |
| 10    |         | Giorgi Dzocenidze (1910–1976)        | 17 kwietnia 1959     | 6 stycznia 1976      | KPZR              |
| 11    |         | Paweł Gilaszwili (1918–1994)         | 6 stycznia 1976      | 29 marca 1989        | KPZR              |
| 12    |         | Otar Czerkezija (1933–)              | 29 marca 1989        | 17 listopada 1989    | KPZR              |
| 13    |         | Giwi Gumbaridze (1945–)              | 17 listopada 1989    | 14 listopada 1990    | KPZR              |

Przewodniczący Rady Najwyższej
| Osoba | Osoba   | Osoba                          | Kadencja          | Kadencja         | Partia polityczna           |
| #     | Portret | Imię i nazwisko                | Od                | Do               | Partia polityczna           |
| ----- | ------- | ------------------------------ | ----------------- | ---------------- | --------------------------- |
| 1     |         | Zwiad Gamsachurdia (1939–1993) | 14 listopada 1990 | 14 kwietnia 1991 | Okrągły Stół - Wolna Gruzja |

Sekretarz wykonawczy Komunistycznej Partii Gruzińskiej SRR
| Osoba | Osoba   | Osoba                           | Kadencja             | Kadencja             |
| #     | Portret | Imię i nazwisko                 | Od                   | Do                   |
| ----- | ------- | ------------------------------- | -------------------- | -------------------- |
| 1     |         | Filipe Macharadze (1868–1941)   | luty 1921            | kwiecień 1922        |
| 2     |         | Micheil Okudżawa (1887–1937)    | kwiecień 1922        | 22 października 1922 |
| 3     |         | Wissarion Łominadze (1897–1935) | 25 października 1922 | sierpień 1924        |

Pierwszy Sekretarz Centralnego Komitetu Komunistycznej Partii Gruzińskiej SRR
| Osoba | Osoba   | Osoba                                 | Kadencja             | Kadencja             |
| #     | Portret | Imię i nazwisko                       | Od                   | Do                   |
| ----- | ------- | ------------------------------------- | -------------------- | -------------------- |
| 1     |         | Micheil Kakchiani (1896–1937)         | sierpień 1924        | 6 maja 1930          |
| 2     |         | Lewan Gogoberidze (1896–1937)         | 6 maja 1930          | 20 listopada 1930    |
| 3     |         | Samson Mamulia (1892–1937)            | 20 listopada 1930    | 13 października 1931 |
| 4     |         | Ławrientij Kartweliszwili (1890–1938) | 13 października 1931 | 14 listopada 1931    |
| 5     |         | Ławrientij Beria (1899–1953)          | 14 listopada 1931    | 31 sierpnia 1938     |
| 9     |         | Kandid Czarkwiani (1907–1994)         | 31 sierpnia 1938     | 27 marca 1952        |
| 10    |         | Akaki Mgeladze (1910–1980)            | 29 marca 1952        | 14 kwietnia 1953     |
| 11    |         | Aleksandre Mircchulawa (1911–1992)    | 14 kwietnia 1953     | 4 września 1953      |
| 12    |         | Wasilij Mżawanadze (1902–1988)        | 4 września 1953      | 28 września 1972     |
| 13    |         | Eduard Szewardnadze (1928–2014)       | 28 września 1972     | 2 lipca 1985         |
| 14    |         | Dżumber Patiaszwili (1940–)           | 6 lipca 1985         | 14 kwietnia 1989     |
| 15    |         | Giwi Gumbaridze (1945–)               | 14 kwietnia 1989     | 14 listopada 1990    |
| 16    |         | Awtandil Margiani (1945–)             | 14 listopada 1990    | 20 lutego 1991       |
| 17    |         | Dżemal Mikeladze (1936–)              | 20 lutego 1991       | 26 sierpnia 1991     |

## Gruzja(od 1991)
| # | Imię i nazwisko                             | Portret | Objął urząd       | Zdał urząd        | Partia polityczna           |
| --- | ------------------------------------------- | ------- | ----------------- | ----------------- | --------------------------- |
| Prezydenci Gruzji |                                             |         |                   |                   |                             |
| 1 | Zwiad Gamsachurdia (1939–1993)              |         | 14 kwietnia 1991  | 6 stycznia 1992   | Okrągły Stół - Wolna Gruzja |
| w okresie od 6 stycznia do 10 marca 1992 rolę kolegialnej głowy państwa pełniła Rada Wojskowa w składzie: Tengiz Kitowani i Dżaba Ioseliani   |                                             |         |                   |                   |                             |
| Przewodniczący Rady Państwa Gruzji |                                             |         |                   |                   |                             |
| — | Eduard Szewardnadze (1928–2014)             |         | 10 marca 1992     | 4 listopada 1992  | bezpartyjny                 |
| w okresie od 4 listopada 1992 do 25 listopada 1995 głową państwa był Eduard Szewardnadze, sprawujący urząd przewodniczącego parlamentu Gruzji |                                             |         |                   |                   |                             |
| Prezydenci Gruzji |                                             |         |                   |                   |                             |
| 2 | Eduard Szewardnadze (1928–2014)             |         | 26 listopada 1995 | 23 listopada 2003 | Unia Obywatelska Gruzji     |
| — | Nino Burdżanadze pełniąca obowiązki (1964–) |         | 23 listopada 2003 | 25 stycznia 2004  | Zjednoczony Ruch Narodowy   |
| 3 | Micheil Saakaszwili (1967–)                 |         | 25 stycznia 2004  | 25 listopada 2007 | Zjednoczony Ruch Narodowy   |
| — | Nino Burdżanadze pełniąca obowiązki (1964–) |         | 25 listopada 2007 | 20 stycznia 2008  | Zjednoczony Ruch Narodowy   |
| (3) | Micheil Saakaszwili (1967–)                 |         | 20 stycznia 2008  | 17 listopada 2013 | Zjednoczony Ruch Narodowy   |
| 4 | Giorgi Margwelaszwili (1969–)               |         | 17 listopada 2013 | 16 grudnia 2018   | Gruzińskie Marzenie         |
| 5 | Salome Zurabiszwili (1952–)                 |         | 16 grudnia 2018   | 29 grudnia 2024   | bezpartyjna                 |
| 6 | Micheil Kawelaszwili (1971–)                |         | 29 grudnia 2024   | urzęduje          | Władza Ludu                 |